# Liste der Gemeinden im Département Cantal

Lage des Départements Cantal

Das Département Cantal liegt in der Region Auvergne-Rhône-Alpes in Frankreich. Es untergliedert sich in 3 Arrondissements mit 250 Gemeinden (frz. communes) (Stand 1. Januar 2025).
| Code INSEE | PLZ         | Gemeinde                      | Einwohner (Stand 1. Januar 2022) | Fläche in km² | Einwohner je km² | Kanton seit 30. März 2015 Kanton bis 29. März 2015                           | Arrondissement | Gemeindeverband           |
| ---------- | ----------- | ----------------------------- | -------------------------------- | ------------- | ---------------- | ---------------------------------------------------------------------------- | -------------- | ------------------------- |
| 15025      | 15300       | Albepierre-Bredons            | 240                              | 34,42         | 7                | Murat                                                                        | Saint-Flour    | Hautes Terres             |
| 15001      | 15160       | Allanche                      | 783                              | 49,89         | 16               | Murat Allanche                                                               | Saint-Flour    | Hautes Terres             |
| 15002      | 15100       | Alleuze                       | 225                              | 22,85         | 10               | Neuvéglise-sur-Truyère Saint-Flour-Sud                                       | Saint-Flour    | Saint-Flour Communauté    |
| 15003      | 15700       | Ally                          | 596                              | 23,11         | 26               | Mauriac Pleaux                                                               | Mauriac        | Pays de Salers            |
| 15004      | 15100       | Andelat                       | 474                              | 21,05         | 23               | Saint-Flour-1 Saint-Flour-Nord                                               | Saint-Flour    | Saint-Flour Communauté    |
| 15005      | 15100       | Anglards-de-Saint-Flour       | 403                              | 12,28         | 33               | Neuvéglise-sur-Truyère Saint-Flour-Nord                                      | Saint-Flour    | Saint-Flour Communauté    |
| 15006      | 15380       | Anglards-de-Salers            | 724                              | 48,36         | 15               | Mauriac Salers                                                               | Mauriac        | Pays de Salers            |
| 15007      | 15110       | Anterrieux                    | 122                              | 16,16         | 8                | Neuvéglise-sur-Truyère Chaudes-Aigues                                        | Saint-Flour    | Saint-Flour Communauté    |
| 15008      | 15240       | Antignac                      | 282                              | 16,02         | 18               | Ydes Saignes                                                                 | Mauriac        | Sumène Artense            |
| 15009      | 15400       | Apchon                        | 180                              | 12,43         | 14               | Riom-ès-Montagnes                                                            | Mauriac        | Pays Gentiane             |
| 15010      | 15200       | Arches                        | 203                              | 16,15         | 13               | Ydes Mauriac                                                                 | Mauriac        | Pays de Mauriac           |
| 15011      | 15150       | Arnac                         | 178                              | 20,15         | 9                | Saint-Paul-des-Landes Laroquebrou                                            | Aurillac       | Châtaigneraie Cantalienne |
| 15012      | 15130       | Arpajon-sur-Cère              | 6363                             | 47,67         | 133              | Arpajon-sur-Cère                                                             | Aurillac       | Bassin d’Aurillac         |
| 15013      | 15500       | Auriac-l’Église               | 142                              | 19,73         | 7                | Saint-Flour-1 Massiac                                                        | Saint-Flour    | Hautes Terres             |
| 15014      | 15000       | Aurillac                      | 26.189                           | 28,76         | 911              | Aurillac-1 Aurillac-2 Aurillac-3 Aurillac-1 Aurillac-2 Aurillac-3 Aurillac-4 | Aurillac       | Bassin d’Aurillac         |
| 15015      | 15240       | Auzers                        | 161                              | 19,27         | 8                | Riom-ès-Montagnes Mauriac                                                    | Mauriac        | Pays de Mauriac           |
| 15016      | 15250       | Ayrens                        | 618                              | 25,50         | 24               | Saint-Paul-des-Landes Laroquebrou                                            | Aurillac       | Bassin d’Aurillac         |
| 15017      | 15800       | Badailhac                     | 130                              | 12,48         | 10               | Vic-sur-Cère                                                                 | Aurillac       | Cère et Goul en Carladès  |
| 15018      | 15700       | Barriac-les-Bosquets          | 138                              | 12,80         | 11               | Mauriac Pleaux                                                               | Mauriac        | Pays de Salers            |
| 15019      | 15240       | Bassignac                     | 222                              | 11,95         | 19               | Ydes Saignes                                                                 | Mauriac        | Sumène Artense            |
| 15020      | 15270       | Beaulieu                      | 84                               | 7,64          | 11               | Ydes Champs-sur-Tarentaine-Marchal                                           | Mauriac        | Sumène Artense            |
| 15269      | 15140       | Besse                         | 131                              | 3,77          | 35               | Naucelles Saint-Cernin                                                       | Aurillac       | Pays de Salers            |
| 15021      | 15600       | Boisset                       | 665                              | 37,73         | 18               | Maurs                                                                        | Aurillac       | Châtaigneraie Cantalienne |
| 15022      | 15500       | Bonnac                        | 160                              | 22,60         | 7                | Saint-Flour-1 Massiac                                                        | Saint-Flour    | Hautes Terres             |
| 15024      | 15700       | Brageac                       | 77                               | 12,23         | 6                | Mauriac Pleaux                                                               | Mauriac        | Pays de Salers            |
| 15026      | 15230       | Brezons                       | 179                              | 43,20         | 4                | Saint-Flour-2 Pierrefort                                                     | Saint-Flour    | Saint-Flour Communauté    |
| 15028      | 15130       | Carlat                        | 390                              | 20,88         | 19               | Vic-sur-Cère                                                                 | Aurillac       | Bassin d’Aurillac         |
| 15029      | 15340       | Cassaniouze                   | 503                              | 35,84         | 14               | Arpajon-sur-Cère Montsalvy                                                   | Aurillac       | Châtaigneraie Cantalienne |
| 15030      | 15290       | Cayrols                       | 297                              | 9,22          | 32               | Saint-Paul-des-Landes Saint-Mamet-la-Salvetat                                | Aurillac       | Châtaigneraie Cantalienne |
| 15031      | 15170       | Celles                        | 217                              | 18,35         | 12               | Murat                                                                        | Saint-Flour    | Pays de Murat             |
| 15032      | 15500       | Celoux                        | 58                               | 9,62          | 6                | Neuvéglise-sur-Truyère Ruynes-en-Margeride                                   | Saint-Flour    | Hautes Terres             |
| 15033      | 15230       | Cézens                        | 217                              | 31,82         | 7                | Saint-Flour-2 Pierrefort                                                     | Saint-Flour    | Saint-Flour Communauté    |
| 15034      | 15320       | Chaliers                      | 139                              | 18,37         | 8                | Neuvéglise-sur-Truyère Ruynes-en-Margeride                                   | Saint-Flour    | Saint-Flour Communauté    |
| 15035      | 15170       | Chalinargues                  | 311                              | 27,55         | 11               | Murat                                                                        | Saint-Flour    | Pays de Murat             |
| 15036      | 15200       | Chalvignac                    | 457                              | 35,89         | 13               | Mauriac                                                                      | Mauriac        | Pays de Mauriac           |
| 15037      | 15350       | Champagnac                    | 1023                             | 28,01         | 37               | Ydes Saignes                                                                 | Mauriac        | Sumène Artense            |
| 15038      | 15270       | Champs-sur-Tarentaine-Marchal | 1028                             | 60,32         | 17               | Ydes Champs-sur-Tarentaine-Marchal                                           | Mauriac        | Sumène Artense            |
| 15040      | 15190       | Chanterelle                   | 99                               | 19,72         | 5                | Riom-ès-Montagnes Condat                                                     | Saint-Flour    | Pays Gentiane             |
| 15043      | 15500       | Charmensac                    | 72                               | 15,17         | 5                | Murat Allanche                                                               | Saint-Flour    | Hautes Terres             |
| 15045      | 15110       | Chaudes-Aigues                | 814                              | 53,16         | 15               | Neuvéglise-sur-Truyère Chaudes-Aigues                                        | Saint-Flour    | Saint-Flour Communauté    |
| 15046      | 15700       | Chaussenac                    | 223                              | 16,13         | 14               | Mauriac Pleaux                                                               | Mauriac        | Pays de Salers            |
| 15047      | 15300       | Chavagnac                     | 91                               | 16,58         | 5                | Murat                                                                        | Saint-Flour    | Pays de Murat             |
| 15048      | 15500       | Chazelles                     | 33                               | 6,28          | 5                | Neuvéglise-sur-Truyère Ruynes-en-Margeride                                   | Saint-Flour    | Hautes Terres             |
| 15049      | 15400       | Cheylade                      | 224                              | 32,81         | 7                | Murat                                                                        | Saint-Flour    | Pays Gentiane             |
| 15051      | 15320       | Clavières                     | 193                              | 44,66         | 4                | Neuvéglise-sur-Truyère Ruynes-en-Margeride                                   | Saint-Flour    | Saint-Flour Communauté    |
| 15052      | 15400       | Collandres                    | 157                              | 43,32         | 4                | Riom-ès-Montagnes                                                            | Mauriac        | Pays Gentiane             |
| 15053      | 15170       | Coltines                      | 428                              | 19,02         | 23               | Saint-Flour-1 Saint-Flour-Nord                                               | Saint-Flour    | Saint-Flour Communauté    |
| 15054      | 15190       | Condat                        | 950                              | 40,24         | 24               | Riom-ès-Montagnes Condat                                                     | Saint-Flour    | Pays Gentiane             |
| 15055      | 15100       | Coren                         | 445                              | 16,86         | 26               | Saint-Flour-1 Saint-Flour-Nord                                               | Saint-Flour    | Saint-Flour Communauté    |
| 15056      | 15250       | Crandelles                    | 870                              | 12,46         | 70               | Naucelles Jussac                                                             | Aurillac       | Bassin d’Aurillac         |
| 15057      | 15150       | Cros-de-Montvert              | 192                              | 29,28         | 7                | Saint-Paul-des-Landes Laroquebrou                                            | Aurillac       | Châtaigneraie Cantalienne |
| 15058      | 15130       | Cros-de-Ronesque              | 147                              | 16,23         | 9                | Vic-sur-Cère                                                                 | Aurillac       | Cère et Goul en Carladès  |
| 15059      | 15430       | Cussac                        | 120                              | 13,68         | 9                | Saint-Flour-2 Saint-Flour-Sud                                                | Saint-Flour    | Saint-Flour Communauté    |
| 15060      | 15110       | Deux-Verges                   | 53                               | 11,20         | 5                | Neuvéglise-sur-Truyère Chaudes-Aigues                                        | Saint-Flour    | Saint-Flour Communauté    |
| 15061      | 15300       | Dienne                        | 238                              | 46,33         | 5                | Murat                                                                        | Saint-Flour    | Hautes Terres             |
| 15063      | 15140       | Drugeac                       | 323                              | 18,24         | 18               | Mauriac                                                                      | Mauriac        | Pays de Mauriac           |
| 15064      | 15700       | Escorailles                   | 83                               | 2,79          | 30               | Mauriac Pleaux                                                               | Mauriac        | Pays de Salers            |
| 15065      | 15110       | Espinasse                     | 79                               | 16,72         | 5                | Neuvéglise-sur-Truyère Chaudes-Aigues                                        | Saint-Flour    | Saint-Flour Communauté    |
| 15069      | 15170       | Ferrières-Saint-Mary          | 238                              | 19,17         | 12               | Saint-Flour-1 Massiac                                                        | Saint-Flour    | Hautes Terres             |
| 15070      | 15140       | Fontanges                     | 208                              | 18,04         | 12               | Mauriac Salers                                                               | Mauriac        | Pays de Salers            |
| 15072      | 15310       | Freix-Anglards                | 216                              | 17,69         | 12               | Naucelles Saint-Cernin                                                       | Aurillac       | Pays de Salers            |
| 15073      | 15110       | Fridefont                     | 95                               | 13,96         | 7                | Neuvéglise-sur-Truyère Chaudes-Aigues                                        | Saint-Flour    | Saint-Flour Communauté    |
| 15074      | 15130       | Giou-de-Mamou                 | 736                              | 14,23         | 52               | Vic-sur-Cère Aurillac-4                                                      | Aurillac       | Bassin d’Aurillac         |
| 15075      | 15310       | Girgols                       | 71                               | 12,62         | 6                | Naucelles Saint-Cernin                                                       | Aurillac       | Pays de Salers            |
| 15076      | 15150       | Glénat                        | 174                              | 24,27         | 7                | Saint-Paul-des-Landes Laroquebrou                                            | Aurillac       | Châtaigneraie Cantalienne |
| 15077      | 15230       | Gourdièges                    | 68                               | 8,46          | 8                | Saint-Flour-2 Pierrefort                                                     | Saint-Flour    | Saint-Flour Communauté    |
| 15078      | 15110       | Jabrun                        | 155                              | 34,03         | 5                | Neuvéglise-sur-Truyère Chaudes-Aigues                                        | Saint-Flour    | Saint-Flour Communauté    |
| 15079      | 15200       | Jaleyrac                      | 360                              | 16,86         | 21               | Ydes Mauriac                                                                 | Mauriac        | Pays de Mauriac           |
| 15080      | 15170       | Joursac                       | 155                              | 21,11         | 7                | Murat Allanche                                                               | Saint-Flour    | Hautes Terres             |
| 15081      | 15800       | Jou-sous-Monjou               | 107                              | 6,16          | 17               | Vic-sur-Cère                                                                 | Aurillac       | Cère et Goul en Carladès  |
| 15082      | 15120       | Junhac                        | 288                              | 27,71         | 10               | Arpajon-sur-Cère Montsalvy                                                   | Aurillac       | Châtaigneraie Cantalienne |
| 15083      | 15250       | Jussac                        | 2040                             | 18,43         | 111              | Naucelles Jussac                                                             | Aurillac       | Bassin d’Aurillac         |
| 15041      | 15300       | La Chapelle-d’Alagnon         | 258                              | 9,20          | 28               | Murat                                                                        | Saint-Flour    | Hautes Terres             |
| 15042      | 15500       | La Chapelle-Laurent           | 239                              | 26,09         | 9                | Saint-Flour-1 Massiac                                                        | Saint-Flour    | Hautes Terres             |
| 15128      | 15240       | La Monselie                   | 119                              | 9,49          | 13               | Ydes Saignes                                                                 | Mauriac        | Sumène Artense            |
| 15224      | 15290       | La Ségalassière               | 123                              | 6,57          | 19               | Saint-Paul-des-Landes Saint-Mamet-la-Salvetat                                | Aurillac       | Châtaigneraie Cantalienne |
| 15241      | 15110       | La Trinitat                   | 51                               | 17,57         | 3                | Neuvéglise-sur-Truyère Chaudes-Aigues                                        | Saint-Flour    | Saint-Flour Communauté    |
| 15084      | 15120       | Labesserette                  | 297                              | 13,64         | 22               | Arpajon-sur-Cère Montsalvy                                                   | Aurillac       | Châtaigneraie Cantalienne |
| 15085      | 15130       | Labrousse                     | 480                              | 19,86         | 24               | Vic-sur-Cère Arpajon-sur-Cère                                                | Aurillac       | Bassin d’Aurillac         |
| 15086      | 15230       | Lacapelle-Barrès              | 59                               | 6,30          | 9                | Saint-Flour-2 Pierrefort                                                     | Saint-Flour    | Saint-Flour Communauté    |
| 15087      | 15120       | Lacapelle-del-Fraisse         | 402                              | 15,29         | 26               | Arpajon-sur-Cère Montsalvy                                                   | Aurillac       | Châtaigneraie Cantalienne |
| 15088      | 15150       | Lacapelle-Viescamp            | 520                              | 15,62         | 33               | Saint-Paul-des-Landes Laroquebrou                                            | Aurillac       | Bassin d’Aurillac         |
| 15089      | 15120       | Ladinhac                      | 435                              | 26,72         | 16               | Arpajon-sur-Cère Montsalvy                                                   | Aurillac       | Châtaigneraie Cantalienne |
| 15090      | 15130       | Lafeuillade-en-Vézie          | 591                              | 16,54         | 36               | Arpajon-sur-Cère Montsalvy                                                   | Aurillac       | Châtaigneraie Cantalienne |
| 15091      | 15160       | Landeyrat                     | 86                               | 21,28         | 4                | Murat Allanche                                                               | Saint-Flour    | Hautes Terres             |
| 15092      | 15270       | Lanobre                       | 1350                             | 40,99         | 33               | Ydes Champs-sur-Tarentaine-Marchal                                           | Mauriac        | Sumène Artense            |
| 15093      | 15120       | Lapeyrugue                    | 94                               | 8,47          | 11               | Arpajon-sur-Cère Montsalvy                                                   | Aurillac       | Châtaigneraie Cantalienne |
| 15094      | 15150       | Laroquebrou                   | 791                              | 17,15         | 46               | Saint-Paul-des-Landes Laroquebrou                                            | Aurillac       | Châtaigneraie Cantalienne |
| 15095      | 15250       | Laroquevieille                | 349                              | 15,68         | 22               | Naucelles Aurillac-4                                                         | Aurillac       | Bassin d’Aurillac         |
| 15096      | 15590       | Lascelle                      | 266                              | 19,10         | 14               | Vic-sur-Cère Aurillac-4                                                      | Aurillac       | Bassin d’Aurillac         |
| 15097      | 15500       | Lastic                        | 108                              | 10,47         | 10               | Saint-Flour-1 Saint-Flour-Nord                                               | Saint-Flour    | Saint-Flour Communauté    |
| 15098      | 15500       | Laurie                        | 84                               | 19,23         | 4                | Saint-Flour-1 Massiac                                                        | Saint-Flour    | Hautes Terres             |
| 15100      | 15300       | Laveissenet                   | 135                              | 10,79         | 13               | Murat                                                                        | Saint-Flour    | Hautes Terres             |
| 15101      | 15300       | Laveissière                   | 526                              | 34,93         | 15               | Murat                                                                        | Saint-Flour    | Hautes Terres             |
| 15102      | 15300       | Lavigerie                     | 113                              | 24,25         | 5                | Murat                                                                        | Saint-Flour    | Hautes Terres             |
| 15050      | 15400       | Le Claux                      | 161                              | 28,07         | 6                | Murat                                                                        | Saint-Flour    | Pays Gentiane             |
| 15066      | 15380       | Le Falgoux                    | 116                              | 30,59         | 4                | Riom-ès-Montagnes Salers                                                     | Mauriac        | Pays de Salers            |
| 15067      | 15140       | Le Fau                        | 31                               | 19,46         | 2                | Mauriac Salers                                                               | Mauriac        | Pays de Salers            |
| 15131      | 15240       | Le Monteil                    | 269                              | 23,47         | 11               | Ydes Saignes                                                                 | Mauriac        | Sumène Artense            |
| 15268      | 15290       | Le Rouget-Pers                | 1288                             | 24,28         | 53               | Saint-Paul-des-Landes Saint-Mamet-la-Salvetat                                | Aurillac       | Châtaigneraie Cantalienne |
| 15242      | 15600       | Le Trioulou                   | 98                               | 5,87          | 17               | Maurs                                                                        | Aurillac       | Châtaigneraie Cantalienne |
| 15249      | 15380       | Le Vaulmier                   | 61                               | 17,51         | 3                | Riom-ès-Montagnes Salers                                                     | Mauriac        | Pays de Salers            |
| 15261      | 15200       | Le Vigean                     | 800                              | 28,99         | 28               | Mauriac                                                                      | Mauriac        | Pays de Mauriac           |
| 15235      | 15100       | Les Ternes                    | 567                              | 19,13         | 30               | Saint-Flour-2 Saint-Flour-Sud                                                | Saint-Flour    | Saint-Flour Communauté    |
| 15103      | 15120       | Leucamp                       | 244                              | 13,50         | 18               | Arpajon-sur-Cère Montsalvy                                                   | Aurillac       | Châtaigneraie Cantalienne |
| 15104      | 15600       | Leynhac                       | 315                              | 27,68         | 11               | Maurs                                                                        | Aurillac       | Châtaigneraie Cantalienne |
| 15105      | 43450       | Leyvaux                       | 36                               | 14,95         | 2                | Saint-Flour-1 Massiac                                                        | Saint-Flour    | Hautes Terres             |
| 15106      | 15110       | Lieutadès                     | 171                              | 39,91         | 4                | Neuvéglise-sur-Truyère Chaudes-Aigues                                        | Saint-Flour    | Saint-Flour Communauté    |
| 15107      | 15320       | Lorcières                     | 163                              | 21,82         | 7                | Neuvéglise-sur-Truyère Ruynes-en-Margeride                                   | Saint-Flour    | Saint-Flour Communauté    |
| 15110      | 15190       | Lugarde                       | 119                              | 13,43         | 9                | Riom-ès-Montagnes Condat                                                     | Saint-Flour    | Pays Gentiane             |
| 15111      | 15210       | Madic                         | 204                              | 6,63          | 31               | Ydes Saignes                                                                 | Mauriac        | Sumène Artense            |
| 15112      | 15230       | Malbo                         | 89                               | 29,34         | 3                | Saint-Flour-2 Pierrefort                                                     | Saint-Flour    | Saint-Flour Communauté    |
| 15113      | 15590       | Mandailles-Saint-Julien       | 174                              | 35,37         | 5                | Vic-sur-Cère Aurillac-4                                                      | Aurillac       | Bassin d’Aurillac         |
| 15114      | 15190       | Marcenat                      | 510                              | 51,47         | 10               | Riom-ès-Montagnes Condat                                                     | Saint-Flour    | Hautes Terres             |
| 15116      | 15400       | Marchastel                    | 132                              | 22,92         | 6                | Riom-ès-Montagnes Condat                                                     | Saint-Flour    | Pays Gentiane             |
| 15117      | 15220       | Marcolès                      | 593                              | 52,89         | 11               | Maurs Saint-Mamet-la-Salvetat                                                | Aurillac       | Châtaigneraie Cantalienne |
| 15118      | 15250       | Marmanhac                     | 686                              | 24,24         | 28               | Naucelles Aurillac-4                                                         | Aurillac       | Bassin d’Aurillac         |
| 15119      | 15500       | Massiac                       | 1801                             | 34,78         | 52               | Saint-Flour-1 Massiac                                                        | Saint-Flour    | Hautes Terres             |
| 15120      | 15200       | Mauriac                       | 3503                             | 27,61         | 127              | Mauriac                                                                      | Mauriac        | Pays de Mauriac           |
| 15121      | 15110       | Maurines                      | 104                              | 14,29         | 7                | Neuvéglise-sur-Truyère Chaudes-Aigues                                        | Saint-Flour    | Saint-Flour Communauté    |
| 15122      | 15600       | Maurs                         | 2131                             | 30,84         | 69               | Maurs                                                                        | Aurillac       | Châtaigneraie Cantalienne |
| 15123      | 15200       | Méallet                       | 154                              | 21,52         | 7                | Riom-ès-Montagnes Mauriac                                                    | Mauriac        | Pays de Mauriac           |
| 15124      | 15400       | Menet                         | 531                              | 29,86         | 18               | Riom-ès-Montagnes                                                            | Mauriac        | Pays Gentiane             |
| 15125      | 15100       | Mentières                     | 124                              | 13,17         | 9                | Saint-Flour-1 Saint-Flour-Nord                                               | Saint-Flour    | Saint-Flour Communauté    |
| 15126      | 15500       | Molèdes                       | 78                               | 22,38         | 3                | Saint-Flour-1 Massiac                                                        | Saint-Flour    | Hautes Terres             |
| 15127      | 15500       | Molompize                     | 272                              | 17,12         | 16               | Saint-Flour-1 Massiac                                                        | Saint-Flour    | Hautes Terres             |
| 15129      | 15190       | Montboudif                    | 163                              | 20,42         | 8                | Riom-ès-Montagnes Condat                                                     | Saint-Flour    | Pays Gentiane             |
| 15130      | 15100       | Montchamp                     | 142                              | 15,90         | 9                | Saint-Flour-1 Saint-Flour-Nord                                               | Saint-Flour    | Saint-Flour Communauté    |
| 15132      | 15190       | Montgreleix                   | 31                               | 17,63         | 2                | Riom-ès-Montagnes Condat                                                     | Saint-Flour    | Massif du Sancy           |
| 15133      | 15600       | Montmurat                     | 134                              | 5,07          | 26               | Maurs                                                                        | Aurillac       | Châtaigneraie Cantalienne |
| 15134      | 15120       | Montsalvy                     | 832                              | 20,29         | 41               | Arpajon-sur-Cère Montsalvy                                                   | Aurillac       | Châtaigneraie Cantalienne |
| 15135      | 15150       | Montvert                      | 113                              | 11,37         | 10               | Saint-Paul-des-Landes Laroquebrou                                            | Aurillac       | Châtaigneraie Cantalienne |
| 15137      | 15380       | Moussages                     | 251                              | 19,03         | 13               | Riom-ès-Montagnes Mauriac                                                    | Mauriac        | Pays de Mauriac           |
| 15138      | 15300       | Murat                         | 1770                             | 20,26         | 87               | Murat                                                                        | Saint-Flour    | Hautes Terres             |
| 15139      | 15230       | Narnhac                       | 68                               | 10,29         | 7                | Saint-Flour-2 Pierrefort                                                     | Saint-Flour    | Saint-Flour Communauté    |
| 15140      | 15000 15250 | Naucelles                     | 2164                             | 11,69         | 185              | Naucelles Jussac                                                             | Aurillac       | Bassin d’Aurillac         |
| 15141      | 15170       | Neussargues-Moissac           | 834                              | 13,62         | 61               | Murat                                                                        | Saint-Flour    | Hautes Terres             |
| 15142      | 15260       | Neuvéglise-sur-Truyère        | 1689                             | 125,23        | 13               | Neuvéglise-sur-Truyère Saint-Flour-Sud                                       | Saint-Flour    | Saint-Flour Communauté    |
| 15143      | 15150       | Nieudan                       | 106                              | 12,40         | 9                | Saint-Paul-des-Landes Laroquebrou                                            | Aurillac       | Châtaigneraie Cantalienne |
| 15144      | 15290       | Omps                          | 318                              | 12,62         | 25               | Saint-Paul-des-Landes Saint-Mamet-la-Salvetat                                | Aurillac       | Châtaigneraie Cantalienne |
| 15146      | 15800       | Pailherols                    | 137                              | 25,98         | 5                | Vic-sur-Cère                                                                 | Aurillac       | Cère et Goul en Carladès  |
| 15147      | 15290       | Parlan                        | 470                              | 24,12         | 19               | Saint-Paul-des-Landes Saint-Mamet-la-Salvetat                                | Aurillac       | Châtaigneraie Cantalienne |
| 15148      | 15430       | Paulhac                       | 434                              | 46,92         | 9                | Saint-Flour-2 Saint-Flour-Sud                                                | Saint-Flour    | Saint-Flour Communauté    |
| 15149      | 15230       | Paulhenc                      | 258                              | 23,69         | 11               | Saint-Flour-2 Pierrefort                                                     | Saint-Flour    | Saint-Flour Communauté    |
| 15151      | 15170       | Peyrusse                      | 141                              | 29,26         | 5                | Murat Allanche                                                               | Saint-Flour    | Hautes Terres             |
| 15152      | 15230       | Pierrefort                    | 891                              | 24,59         | 36               | Saint-Flour-2 Pierrefort                                                     | Saint-Flour    | Saint-Flour Communauté    |
| 15153      | 15700       | Pleaux                        | 1464                             | 92,39         | 16               | Mauriac Pleaux                                                               | Mauriac        | Pays de Salers            |
| 15154      | 15800       | Polminhac                     | 1205                             | 29,03         | 42               | Vic-sur-Cère                                                                 | Aurillac       | Cère et Goul en Carladès  |
| 15155      | 15160       | Pradiers                      | 81                               | 23,61         | 3                | Murat Allanche                                                               | Saint-Flour    | Hautes Terres             |
| 15027      | 15340       | Puycapel                      | 724                              | 43,72         | 17               | Maurs Arpajon-sur-Cère                                                       | Aurillac       | Châtaigneraie Cantalienne |
| 15156      | 15130       | Prunet                        | 686                              | 27,34         | 25               | Arpajon-sur-Cère                                                             | Aurillac       | Châtaigneraie Cantalienne |
| 15157      | 15600       | Quézac                        | 347                              | 16,43         | 21               | Maurs                                                                        | Aurillac       | Châtaigneraie Cantalienne |
| 15158      | 15500       | Rageade                       | 99                               | 12,59         | 8                | Neuvéglise-sur-Truyère Ruynes-en-Margeride                                   | Saint-Flour    | Hautes Terres             |
| 15159      | 15800       | Raulhac                       | 273                              | 16,98         | 16               | Vic-sur-Cère                                                                 | Aurillac       | Cère et Goul en Carladès  |
| 15160      | 15250       | Reilhac                       | 1094                             | 8,89          | 123              | Naucelles Jussac                                                             | Aurillac       | Bassin d’Aurillac         |
| 15161      | 15170       | Rézentières                   | 110                              | 13,29         | 8                | Saint-Flour-1 Saint-Flour-Nord                                               | Saint-Flour    | Saint-Flour Communauté    |
| 15162      | 15400       | Riom-ès-Montagnes             | 2403                             | 46,48         | 52               | Riom-ès-Montagnes                                                            | Mauriac        | Pays Gentiane             |
| 15163      | 15220       | Roannes-Saint-Mary            | 1104                             | 36,29         | 30               | Maurs Saint-Mamet-la-Salvetat                                                | Aurillac       | Châtaigneraie Cantalienne |
| 15164      | 15100       | Roffiac                       | 562                              | 21,26         | 26               | Saint-Flour-1 Saint-Flour-Nord                                               | Saint-Flour    | Saint-Flour Communauté    |
| 15165      | 15150       | Rouffiac                      | 188                              | 23,12         | 8                | Saint-Paul-des-Landes Laroquebrou                                            | Aurillac       | Châtaigneraie Cantalienne |
| 15166      | 15290       | Roumégoux                     | 329                              | 13,29         | 25               | Saint-Paul-des-Landes Saint-Mamet-la-Salvetat                                | Aurillac       | Châtaigneraie Cantalienne |
| 15167      | 15600       | Rouziers                      | 110                              | 8,61          | 13               | Maurs                                                                        | Aurillac       | Châtaigneraie Cantalienne |
| 15168      | 15320       | Ruynes-en-Margeride           | 715                              | 29,66         | 24               | Neuvéglise-sur-Truyère Ruynes-en-Margeride                                   | Saint-Flour    | Saint-Flour Communauté    |
| 15169      | 15240       | Saignes                       | 821                              | 6,81          | 121              | Ydes Saignes                                                                 | Mauriac        | Sumène Artense            |
| 15170      | 15190       | Saint-Amandin                 | 227                              | 31,89         | 7                | Riom-ès-Montagnes Condat                                                     | Saint-Flour    | Pays Gentiane             |
| 15171      | 15170       | Sainte-Anastasie              | 124                              | 15,88         | 8                | Murat Allanche                                                               | Saint-Flour    | Hautes Terres             |
| 15172      | 15220       | Saint-Antoine                 | 85                               | 7,22          | 12               | Maurs                                                                        | Aurillac       | Châtaigneraie Cantalienne |
| 15173      | 15190       | Saint-Bonnet-de-Condat        | 113                              | 17,32         | 7                | Riom-ès-Montagnes Condat                                                     | Saint-Flour    | Pays Gentiane             |
| 15174      | 15140       | Saint-Bonnet-de-Salers        | 254                              | 32,67         | 8                | Mauriac Salers                                                               | Mauriac        | Pays de Salers            |
| 15175      | 15310       | Saint-Cernin                  | 1047                             | 46,75         | 22               | Naucelles Saint-Cernin                                                       | Aurillac       | Pays de Salers            |
| 15176      | 15140       | Saint-Chamant                 | 237                              | 13,72         | 17               | Naucelles Salers                                                             | Mauriac        | Pays de Salers            |
| 15178      | 15590       | Saint-Cirgues-de-Jordanne     | 139                              | 16,24         | 9                | Vic-sur-Cère Aurillac-4                                                      | Aurillac       | Bassin d’Aurillac         |
| 15179      | 15140       | Saint-Cirgues-de-Malbert      | 250                              | 16,21         | 15               | Naucelles Saint-Cernin                                                       | Aurillac       | Pays de Salers            |
| 15180      | 15800       | Saint-Clément                 | 78                               | 17,43         | 4                | Vic-sur-Cère                                                                 | Aurillac       | Cère et Goul en Carladès  |
| 15181      | 15600       | Saint-Constant-Fournoulès     | 568                              | 28,98         | 20               | Maurs                                                                        | Aurillac       | Châtaigneraie Cantalienne |
| 15186      | 15140       | Sainte-Eulalie                | 231                              | 14,51         | 16               | Mauriac Pleaux                                                               | Mauriac        | Pays de Salers            |
| 15198      | 15230       | Sainte-Marie                  | 103                              | 17,87         | 6                | Saint-Flour-2 Pierrefort                                                     | Saint-Flour    | Saint-Flour Communauté    |
| 15182      | 15150       | Saint-Étienne-Cantalès        | 124                              | 11,21         | 11               | Saint-Paul-des-Landes Laroquebrou                                            | Aurillac       | Châtaigneraie Cantalienne |
| 15183      | 15130       | Saint-Étienne-de-Carlat       | 124                              | 10,62         | 12               | Vic-sur-Cère                                                                 | Aurillac       | Cère et Goul en Carladès  |
| 15185      | 15400       | Saint-Étienne-de-Chomeil      | 252                              | 27,57         | 9                | Riom-ès-Montagnes                                                            | Mauriac        | Pays Gentiane             |
| 15184      | 15600       | Saint-Étienne-de-Maurs        | 787                              | 17,27         | 46               | Maurs                                                                        | Aurillac       | Châtaigneraie Cantalienne |
| 15187      | 15100       | Saint-Flour                   | 6390                             | 27,14         | 235              | Saint-Flour-1 Saint-Flour-2 Saint-Flour-Nord Saint-Flour-Sud                 | Saint-Flour    | Saint-Flour Communauté    |
| 15188      | 15100       | Saint-Georges                 | 1176                             | 33,14         | 35               | Neuvéglise-sur-Truyère Saint-Flour-Nord                                      | Saint-Flour    | Saint-Flour Communauté    |
| 15189      | 15150       | Saint-Gérons                  | 229                              | 16,68         | 14               | Saint-Paul-des-Landes Laroquebrou                                            | Aurillac       | Châtaigneraie Cantalienne |
| 15190      | 15400       | Saint-Hippolyte               | 98                               | 13,92         | 7                | Riom-ès-Montagnes                                                            | Mauriac        | Pays Gentiane             |
| 15191      | 15310       | Saint-Illide                  | 649                              | 39,71         | 16               | Naucelles Saint-Cernin                                                       | Aurillac       | Pays de Salers            |
| 15192      | 15800       | Saint-Jacques-des-Blats       | 292                              | 31,48         | 9                | Vic-sur-Cère                                                                 | Aurillac       | Cère et Goul en Carladès  |
| 15194      | 15600       | Saint-Julien-de-Toursac       | 102                              | 9,44          | 11               | Maurs                                                                        | Aurillac       | Châtaigneraie Cantalienne |
| 15196      | 15220       | Saint-Mamet-la-Salvetat       | 1537                             | 51,49         | 30               | Maurs Saint-Mamet-la-Salvetat                                                | Aurillac       | Châtaigneraie Cantalienne |
| 15199      | 15110       | Saint-Martial                 | 71                               | 14,19         | 5                | Neuvéglise-sur-Truyère Chaudes-Aigues                                        | Saint-Flour    | Saint-Flour Communauté    |
| 15200      | 15140       | Saint-Martin-Cantalès         | 154                              | 19,59         | 8                | Mauriac Pleaux                                                               | Mauriac        | Pays de Salers            |
| 15201      | 15230       | Saint-Martin-sous-Vigouroux   | 219                              | 19,29         | 11               | Saint-Flour-2 Pierrefort                                                     | Saint-Flour    | Saint-Flour Communauté    |
| 15202      | 15140       | Saint-Martin-Valmeroux        | 713                              | 25,92         | 28               | Mauriac Salers                                                               | Mauriac        | Pays de Salers            |
| 15203      | 15500       | Saint-Mary-le-Plain           | 186                              | 21,80         | 9                | Saint-Flour-1 Massiac                                                        | Saint-Flour    | Hautes Terres             |
| 15205      | 15140       | Saint-Paul-de-Salers          | 105                              | 36,57         | 3                | Mauriac Salers                                                               | Mauriac        | Pays de Salers            |
| 15204      | 15250       | Saint-Paul-des-Landes         | 1538                             | 19,00         | 81               | Saint-Paul-des-Landes Aurillac-2                                             | Aurillac       | Bassin d’Aurillac         |
| 15206      | 15350       | Saint-Pierre                  | 146                              | 14,27         | 10               | Ydes Saignes                                                                 | Mauriac        | Sumène Artense            |
| 15207      | 15500       | Saint-Poncy                   | 337                              | 40,37         | 8                | Saint-Flour-1 Massiac                                                        | Saint-Flour    | Hautes Terres             |
| 15208      | 15140       | Saint-Projet-de-Salers        | 133                              | 36,32         | 4                | Naucelles Salers                                                             | Mauriac        | Pays de Salers            |
| 15209      | 15110       | Saint-Rémy-de-Chaudes-Aigues  | 121                              | 14,87         | 8                | Neuvéglise-sur-Truyère Chaudes-Aigues                                        | Saint-Flour    | Saint-Flour Communauté    |
| 15211      | 15150       | Saint-Santin-Cantalès         | 285                              | 34,28         | 8                | Saint-Paul-des-Landes Laroquebrou                                            | Aurillac       | Châtaigneraie Cantalienne |
| 15212      | 15600       | Saint-Santin-de-Maurs         | 365                              | 14,52         | 25               | Maurs                                                                        | Aurillac       | Châtaigneraie Cantalienne |
| 15213      | 15190       | Saint-Saturnin                | 191                              | 38,71         | 5                | Murat Allanche                                                               | Saint-Flour    | Hautes Terres             |
| 15214      | 15290       | Saint-Saury                   | 178                              | 30,11         | 6                | Saint-Paul-des-Landes Saint-Mamet-la-Salvetat                                | Aurillac       | Châtaigneraie Cantalienne |
| 15215      | 15130       | Saint-Simon                   | 1142                             | 27,27         | 42               | Vic-sur-Cère Aurillac-4                                                      | Aurillac       | Bassin d’Aurillac         |
| 15216      | 15110       | Saint-Urcize                  | 449                              | 54,30         | 8                | Neuvéglise-sur-Truyère Chaudes-Aigues                                        | Saint-Flour    | Saint-Flour Communauté    |
| 15217      | 15150       | Saint-Victor                  | 96                               | 13,53         | 7                | Saint-Paul-des-Landes Laroquebrou                                            | Aurillac       | Châtaigneraie Cantalienne |
| 15218      | 15380       | Saint-Vincent-de-Salers       | 70                               | 18,87         | 4                | Riom-ès-Montagnes Salers                                                     | Mauriac        | Pays de Salers            |
| 15219      | 15140       | Salers                        | 312                              | 4,85          | 64               | Mauriac Salers                                                               | Mauriac        | Pays de Salers            |
| 15220      | 15200       | Salins                        | 144                              | 8,75          | 16               | Mauriac                                                                      | Mauriac        | Pays de Mauriac           |
| 15221      | 15130       | Sansac-de-Marmiesse           | 1388                             | 14,35         | 97               | Maurs Aurillac-2                                                             | Aurillac       | Bassin d’Aurillac         |
| 15222      | 15120       | Sansac-Veinazès               | 201                              | 12,56         | 16               | Arpajon-sur-Cère Montsalvy                                                   | Aurillac       | Châtaigneraie Cantalienne |
| 15223      | 15240       | Sauvat                        | 217                              | 14,48         | 15               | Ydes Saignes                                                                 | Mauriac        | Sumène Artense            |
| 15225      | 15300       | Ségur-les-Villas              | 215                              | 26,69         | 8                | Murat Allanche                                                               | Saint-Flour    | Hautes Terres             |
| 15226      | 15340       | Sénezergues                   | 209                              | 17,61         | 12               | Arpajon-sur-Cère Montsalvy                                                   | Aurillac       | Châtaigneraie Cantalienne |
| 15228      | 15150       | Siran                         | 461                              | 50,88         | 9                | Saint-Paul-des-Landes Laroquebrou                                            | Aurillac       | Châtaigneraie Cantalienne |
| 15229      | 15100       | Soulages                      | 83                               | 15,09         | 6                | Neuvéglise-sur-Truyère Ruynes-en-Margeride                                   | Saint-Flour    | Saint-Flour Communauté    |
| 15230      | 15200       | Sourniac                      | 196                              | 11,72         | 17               | Ydes Mauriac                                                                 | Mauriac        | Pays de Mauriac           |
| 15231      | 15170       | Talizat                       | 596                              | 37,62         | 16               | Saint-Flour-1 Saint-Flour-Nord                                               | Saint-Flour    | Saint-Flour Communauté    |
| 15232      | 15100       | Tanavelle                     | 220                              | 13,58         | 16               | Saint-Flour-2 Saint-Flour-Sud                                                | Saint-Flour    | Saint-Flour Communauté    |
| 15233      | 15250       | Teissières-de-Cornet          | 322                              | 9,32          | 35               | Naucelles Jussac                                                             | Aurillac       | Bassin d’Aurillac         |
| 15234      | 15130       | Teissières-lès-Bouliès        | 339                              | 19,51         | 17               | Vic-sur-Cère Arpajon-sur-Cère                                                | Aurillac       | Châtaigneraie Cantalienne |
| 15236      | 15800       | Thiézac                       | 596                              | 41,70         | 14               | Vic-sur-Cère                                                                 | Aurillac       | Cère et Goul en Carladès  |
| 15237      | 15100       | Tiviers                       | 164                              | 13,53         | 12               | Saint-Flour-1 Saint-Flour-Nord                                               | Saint-Flour    | Saint-Flour Communauté    |
| 15238      | 15310       | Tournemire                    | 122                              | 9,68          | 13               | Naucelles Saint-Cernin                                                       | Aurillac       | Pays de Salers            |
| 15240      | 15270       | Trémouille                    | 169                              | 29,09         | 6                | Ydes Champs-sur-Tarentaine-Marchal                                           | Mauriac        | Sumène Artense            |
| 15243      | 15400       | Trizac                        | 449                              | 44,90         | 10               | Riom-ès-Montagnes                                                            | Mauriac        | Pays Gentiane             |
| 15244      | 15300       | Ussel                         | 458                              | 10,34         | 44               | Murat Saint-Flour-Sud                                                        | Saint-Flour    | Saint-Flour Communauté    |
| 15245      | 15100       | Vabres                        | 251                              | 18,83         | 13               | Neuvéglise-sur-Truyère Saint-Flour-Nord                                      | Saint-Flour    | Saint-Flour Communauté    |
| 15108      | 15320       | Val d’Arcomie                 | 946                              | 86,27         | 11               | Neuvéglise-sur-Truyère Ruynes-en-Margeride                                   | Saint-Flour    | Saint-Flour Communauté    |
| 15246      | 15400       | Valette                       | 237                              | 14,90         | 16               | Riom-ès-Montagnes                                                            | Mauriac        | Pays Gentiane             |
| 15247      | 15170       | Valjouze                      | 24                               | 3,05          | 8                | Saint-Flour-1 Massiac                                                        | Saint-Flour    | Hautes Terres             |
| 15248      | 15300       | Valuéjols                     | 578                              | 38,51         | 15               | Saint-Flour-2 Saint-Flour-Sud                                                | Saint-Flour    | Saint-Flour Communauté    |
| 15250      | 15240       | Vebret                        | 514                              | 24,43         | 21               | Ydes Saignes                                                                 | Mauriac        | Sumène Artense            |
| 15251      | 15100       | Védrines-Saint-Loup           | 120                              | 27,56         | 4                | Neuvéglise-sur-Truyère Ruynes-en-Margeride                                   | Saint-Flour    | Saint-Flour Communauté    |
| 15252      | 15590       | Velzic                        | 402                              | 11,26         | 36               | Vic-sur-Cère Aurillac-4                                                      | Aurillac       | Bassin d’Aurillac         |
| 15253      | 15160       | Vernols                       | 59                               | 24,20         | 2                | Murat Allanche                                                               | Saint-Flour    | Hautes Terres             |
| 15254      | 15350       | Veyrières                     | 120                              | 13,67         | 9                | Ydes Saignes                                                                 | Mauriac        | Sumène Artense            |
| 15255      | 15130       | Vézac                         | 1314                             | 15,02         | 87               | Vic-sur-Cère Arpajon-sur-Cère                                                | Aurillac       | Bassin d’Aurillac         |
| 15256      | 15160       | Vèze                          | 64                               | 25,46         | 3                | Murat Allanche                                                               | Saint-Flour    | Hautes Terres             |
| 15257      | 15130       | Vezels-Roussy                 | 131                              | 12,87         | 10               | Vic-sur-Cère Arpajon-sur-Cère                                                | Aurillac       | Bassin d’Aurillac         |
| 15258      | 15800       | Vic-sur-Cère                  | 1908                             | 29,37         | 65               | Vic-sur-Cère                                                                 | Aurillac       | Cère et Goul en Carladès  |
| 15259      | 15500       | Vieillespesse                 | 261                              | 24,91         | 10               | Saint-Flour-1 Saint-Flour-Nord                                               | Saint-Flour    | Saint-Flour Communauté    |
| 15260      | 15120       | Vieillevie                    | 104                              | 9,65          | 11               | Arpajon-sur-Cère Montsalvy                                                   | Aurillac       | Châtaigneraie Cantalienne |
| 15262      | 15100       | Villedieu                     | 544                              | 18,99         | 29               | Saint-Flour-2 Saint-Flour-Sud                                                | Saint-Flour    | Saint-Flour Communauté    |
| 15263      | 15300       | Virargues                     | 117                              | 11,03         | 11               | Murat                                                                        | Saint-Flour    | Hautes Terres             |
| 15264      | 15220       | Vitrac                        | 269                              | 17,88         | 15               | Maurs Saint-Mamet-la-Salvetat                                                | Aurillac       | Châtaigneraie Cantalienne |
| 15265      | 15210       | Ydes                          | 1633                             | 17,36         | 94               | Ydes Saignes                                                                 | Mauriac        | Sumène Artense            |
| 15266      | 15130       | Yolet                         | 595                              | 9,82          | 61               | Vic-sur-Cère Aurillac-4                                                      | Aurillac       | Bassin d’Aurillac         |
| 15267      | 15130       | Ytrac                         | 4316                             | 38,37         | 112              | Aurillac-1 Aurillac-2                                                        | Aurillac       | Bassin d’Aurillac         |

## Veränderungen im Gemeindebestand seit der landesweiten Neuordnung der Kantone

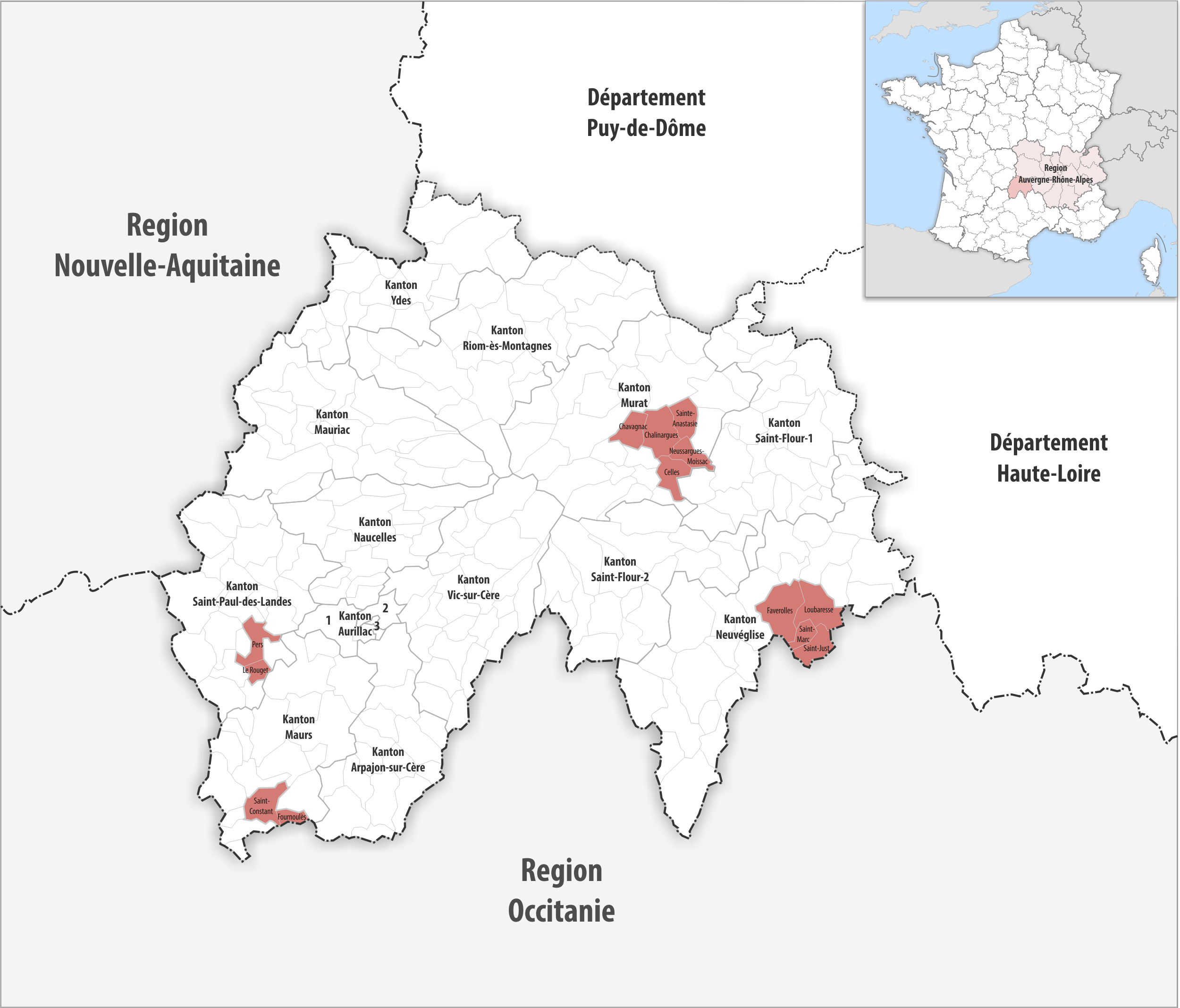
Gemeinden bis 2015
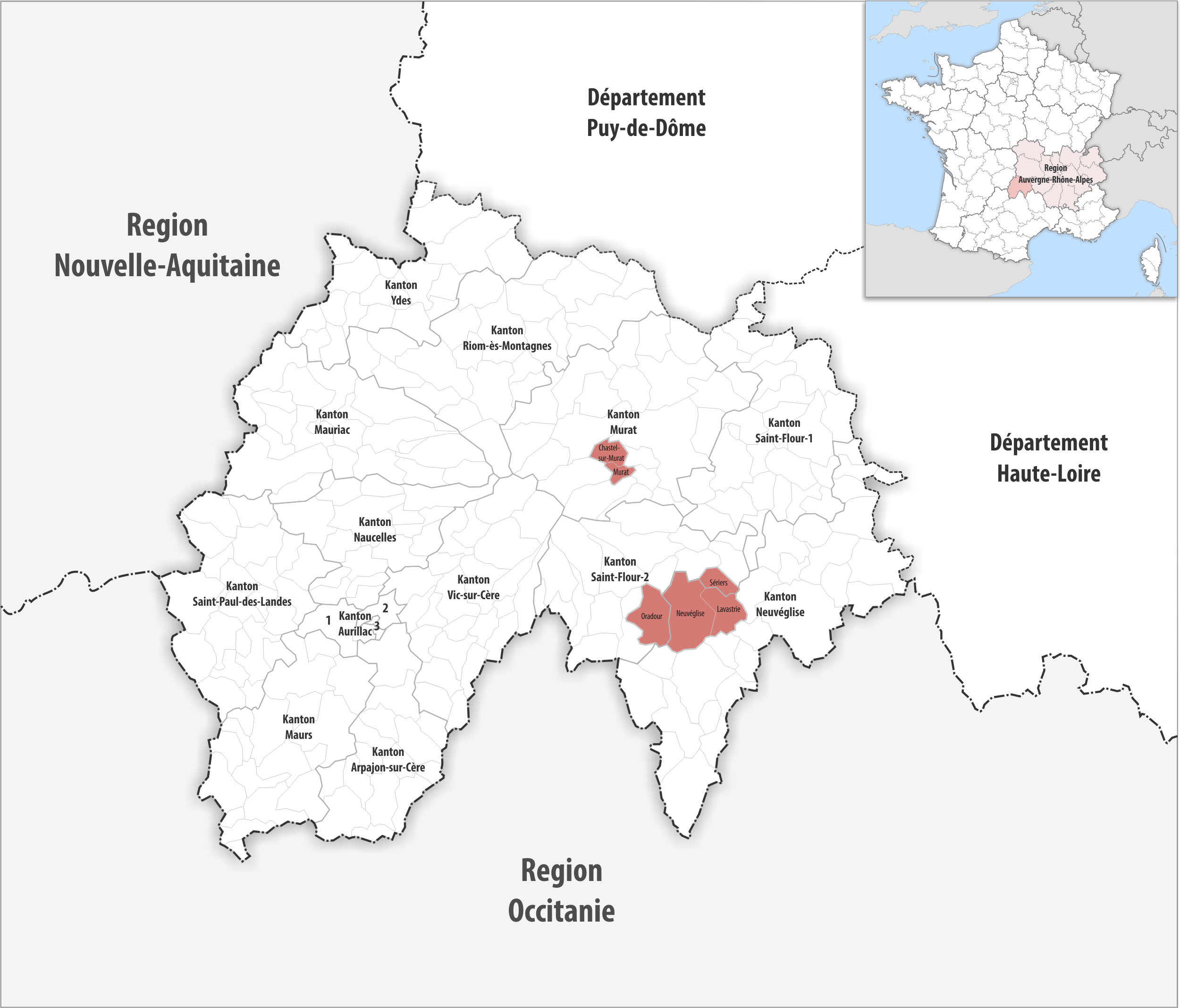
Gemeinden bis 2016
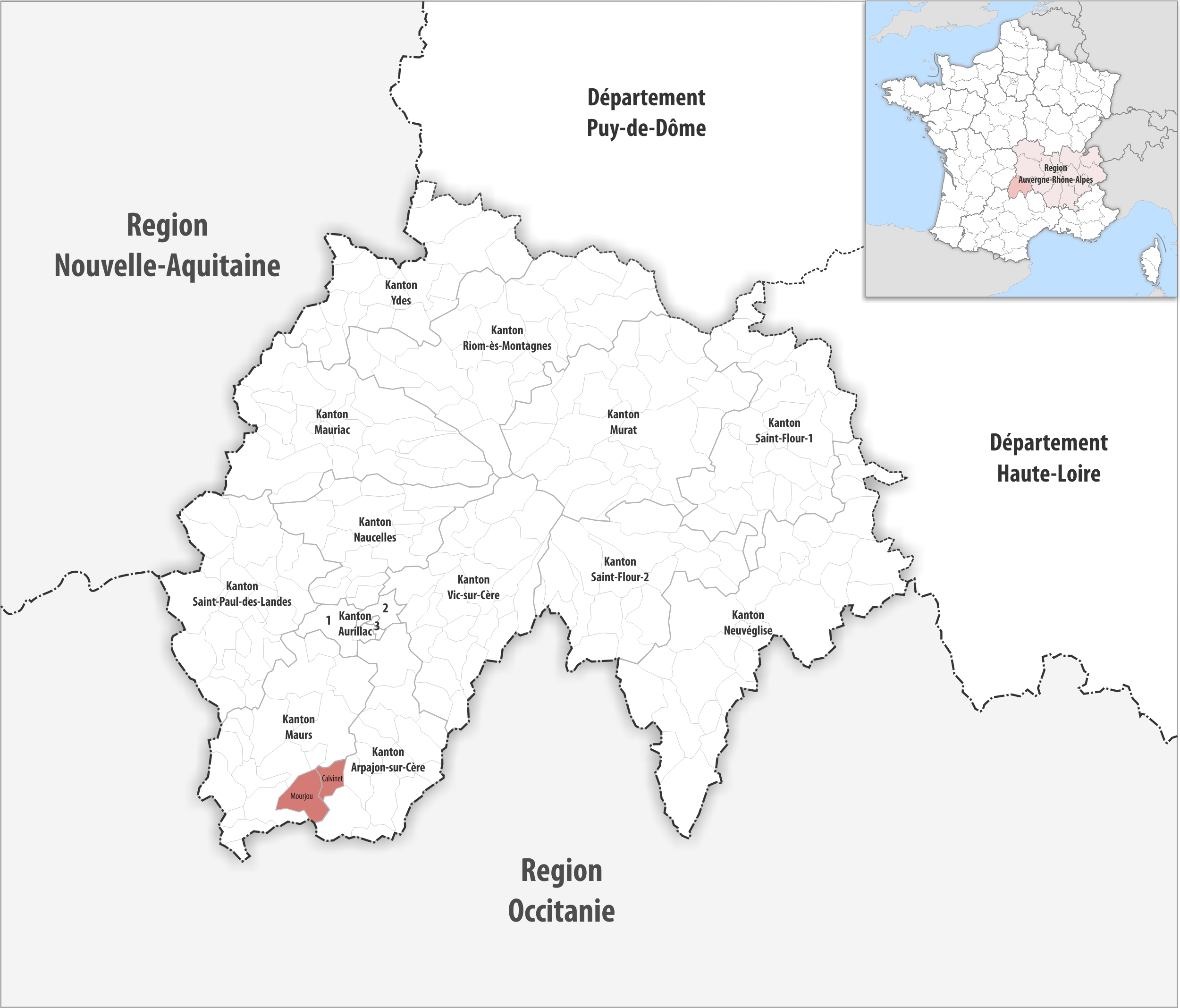
Gemeinden bis 2018
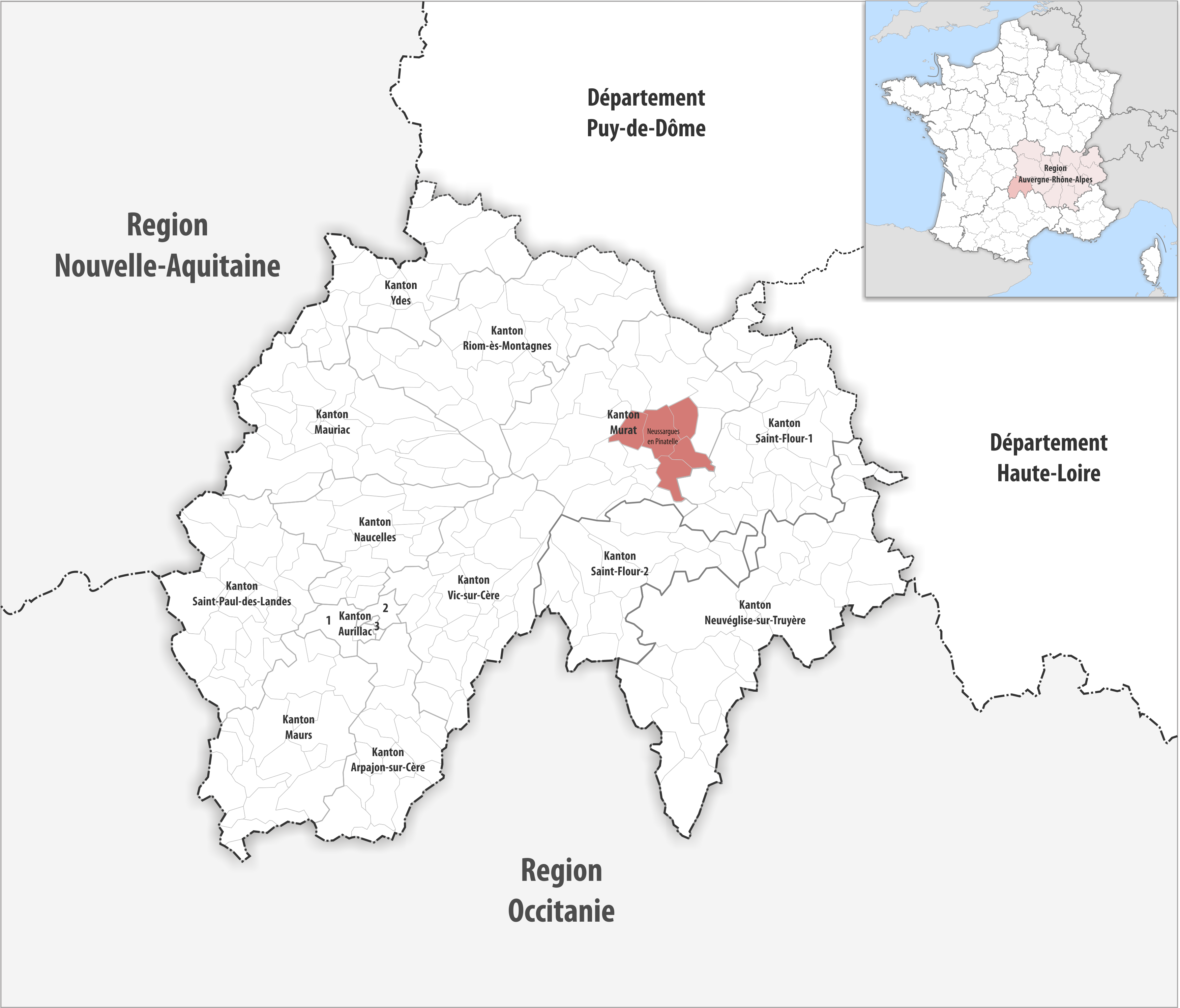
Gemeinden bis 2024

2025:
- Abspaltung Neussargues en Pinatelle  → Celles, Chalinargues, Chavagnac, Neussargues-Moissac und Sainte-Anastasie

2019:
- Fusion Calvinet und Mourjou → Puycapel

2017:
- Fusion Chastel-sur-Murat und Murat → Murat
- Fusion Lavastrie, Neuvéglise, Oradour und Sériers → Neuvéglise-sur-Truyère

2016:
- Fusion Celles, Chalinargues, Chavagnac, Neussargues-Moissac und Sainte-Anastasie → Neussargues en Pinatelle
- Fusion Pers und Le Rouget → Le Rouget-Pers
- Fusion Fournoulès und Saint-Constant → Saint-Constant-Fournoulès
- Fusion Faverolles, Loubaresse, Saint-Just und Saint-Marc → Val d’Arcomie